# Station Lochem
Station Lochem is een spoorwegstation in de Nederlandse stad Lochem in de provincie Gelderland. Het station is een Waterstaatstation van de vierde klasse en is een van de vijftien stations die ooit in deze klasse is gebouwd. Het station ligt aan de spoorlijn Zutphen - Glanerbrug.

## Geschiedenis
Het station werd geopend op 1 november 1865. Vanaf februari 2024 krijgt de stationsomgeving een opknapbeurt. Hierbij werden de parkeerplaatsen voor auto's en fietsers verplaatst en werden de fietsenrekken verplaatst naar de nieuwe fietsbrug.

## Gebouw
Het stationsgebouw werd gebouwd in 1863 en is van het standaardtype SS 4e klasse. Het station is ontworpen door de ingenieur Karel Hendrik van Brederode. Bij een verbouwing in 1879 werd de rechtervleugel verdubbeld en in 1902 werd aan beide zijden van het gebouw een vleugel toegevoegd. Het gebouw behoort tot het standaardtype SS 4e klasse.
Op het station zijn fietskluizen aanwezig. 

## Bediening
In de dienstregeling 2025 wordt het station door de volgende treinserie bediend:
| Serie       | Treinsoort         | Route                                  | Bijzonderheden          |
| ----------- | ------------------ | -------------------------------------- | ----------------------- |
| 31200 RS 24 | Stoptrein (Arriva) | Zutphen – Lochem – Hengelo – Oldenzaal | Onderdeel van Blauwnet. |

## Afbeeldingen

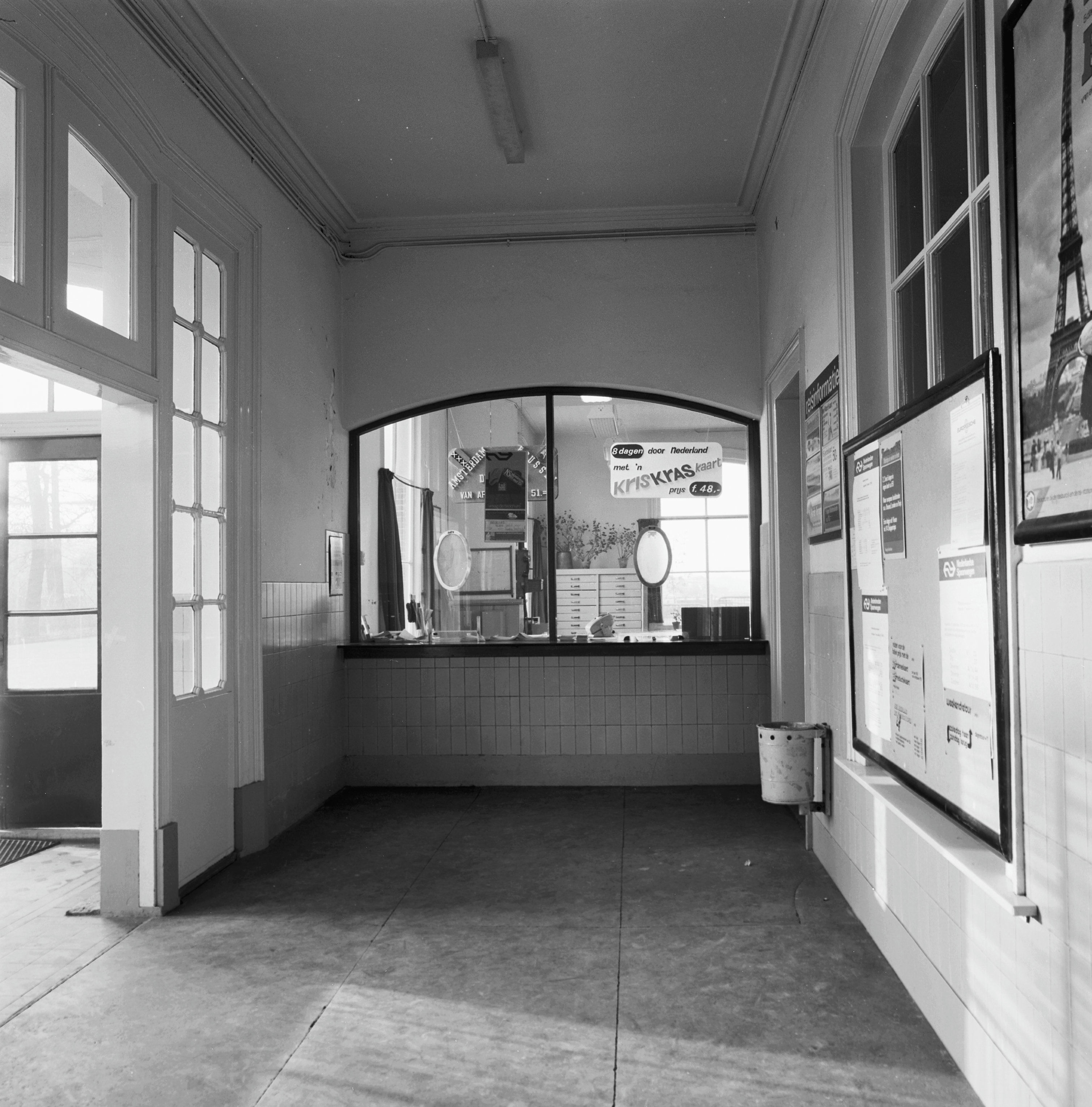
Stationshal met loketten in 1974
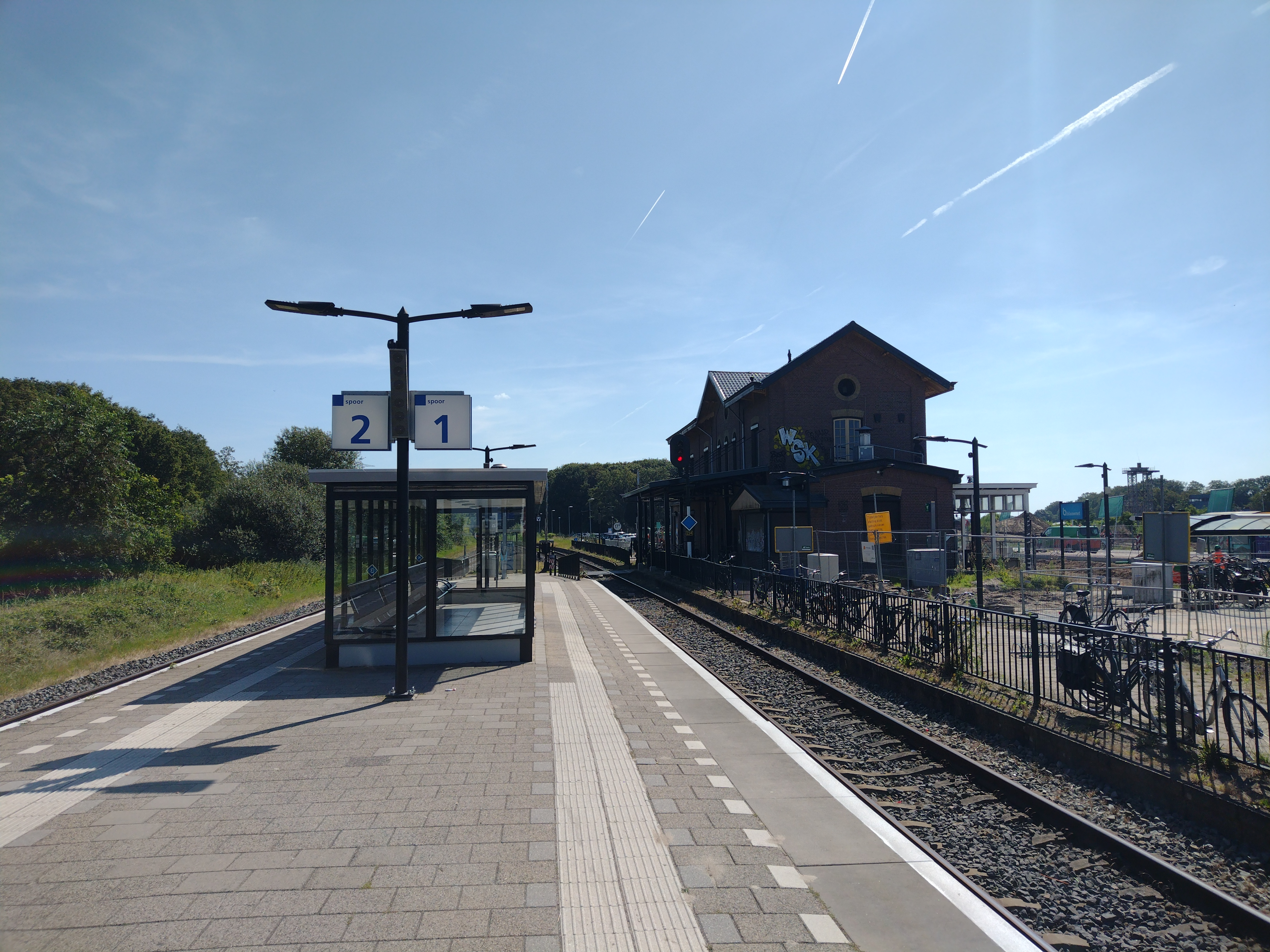
Perron
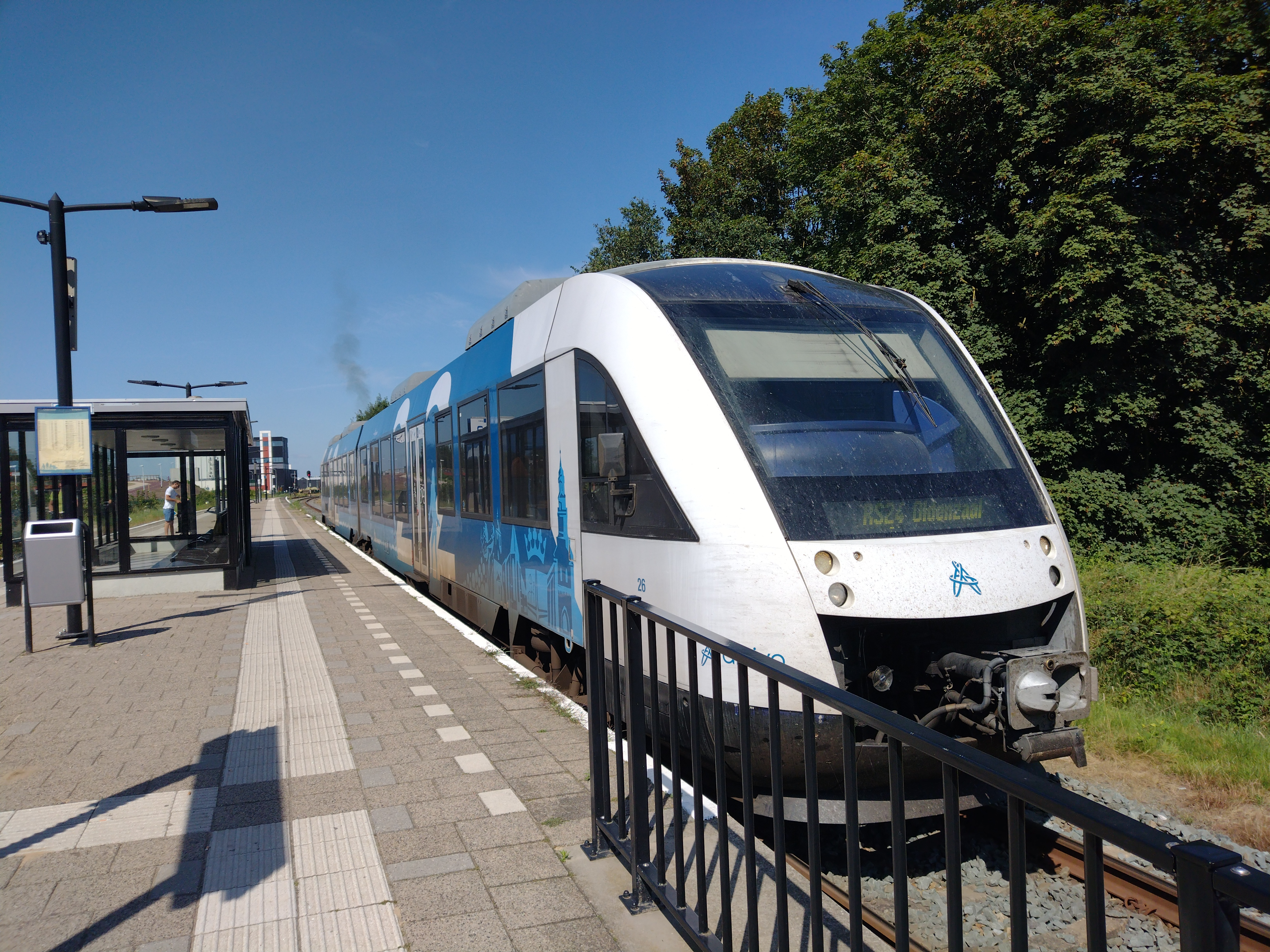
LINT-trein op het station
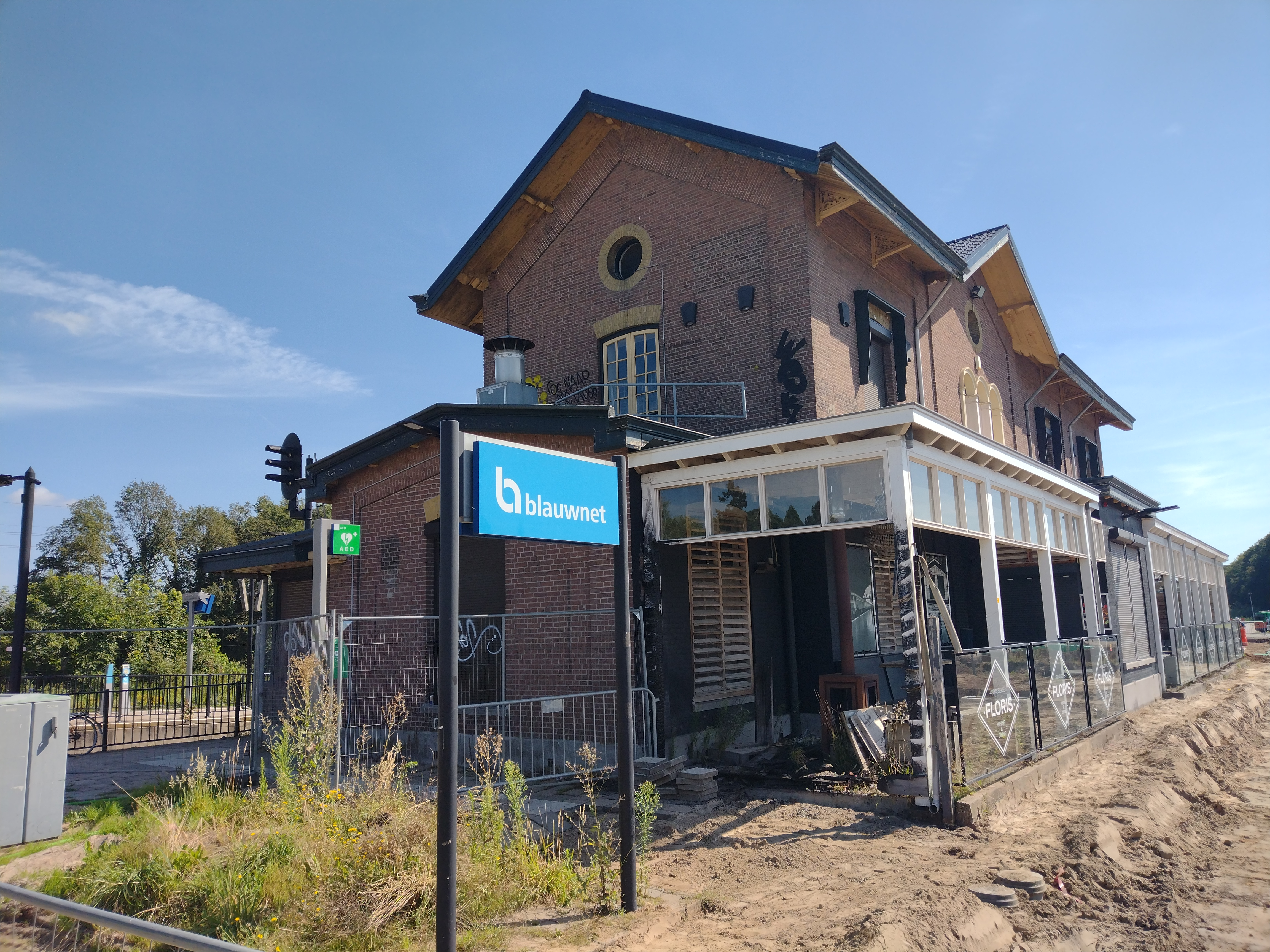
Renovatiewerkzaamheden in 2024
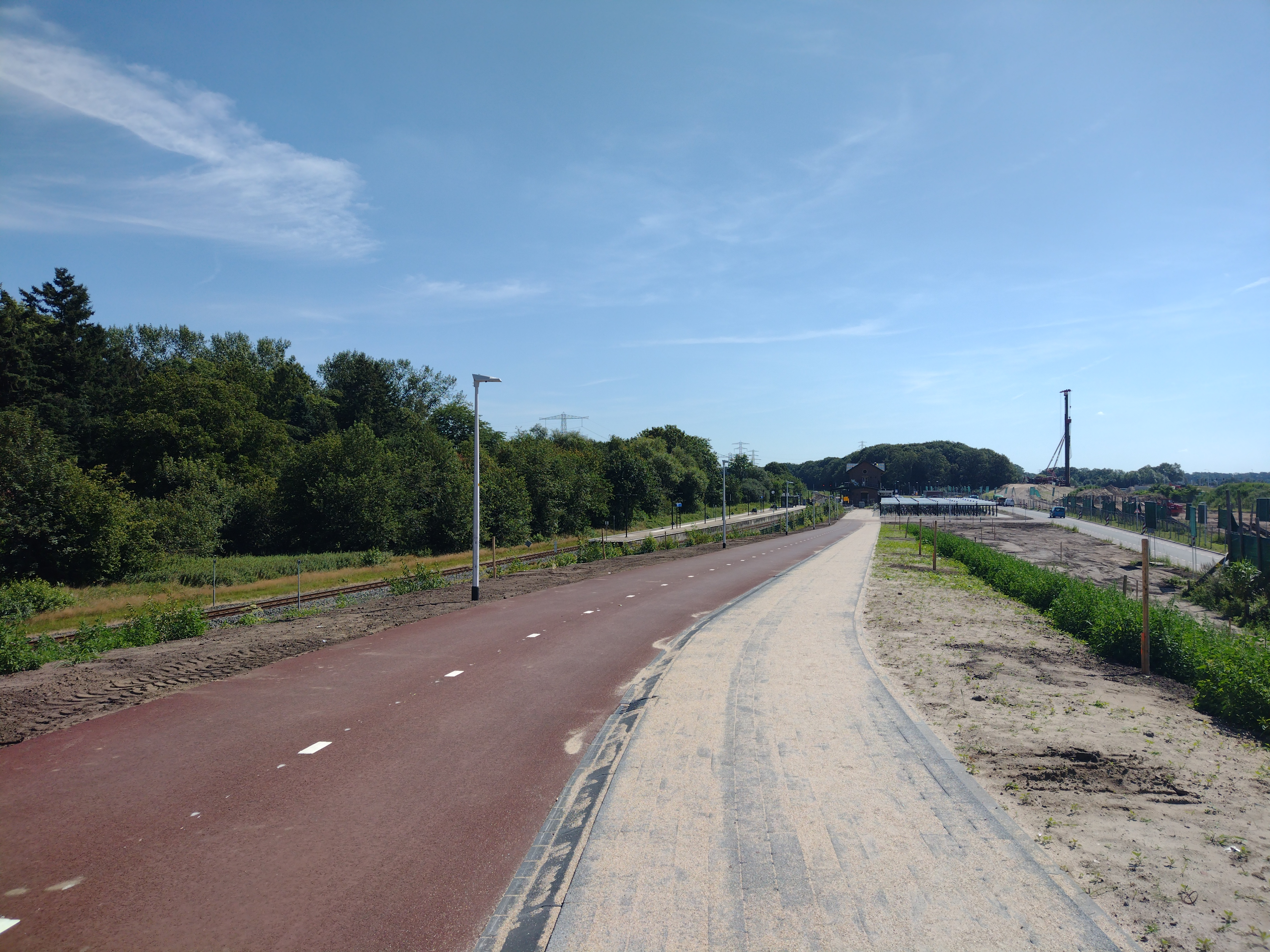
Station gezien vanaf de brug